# Eparchia di Arsen'ev

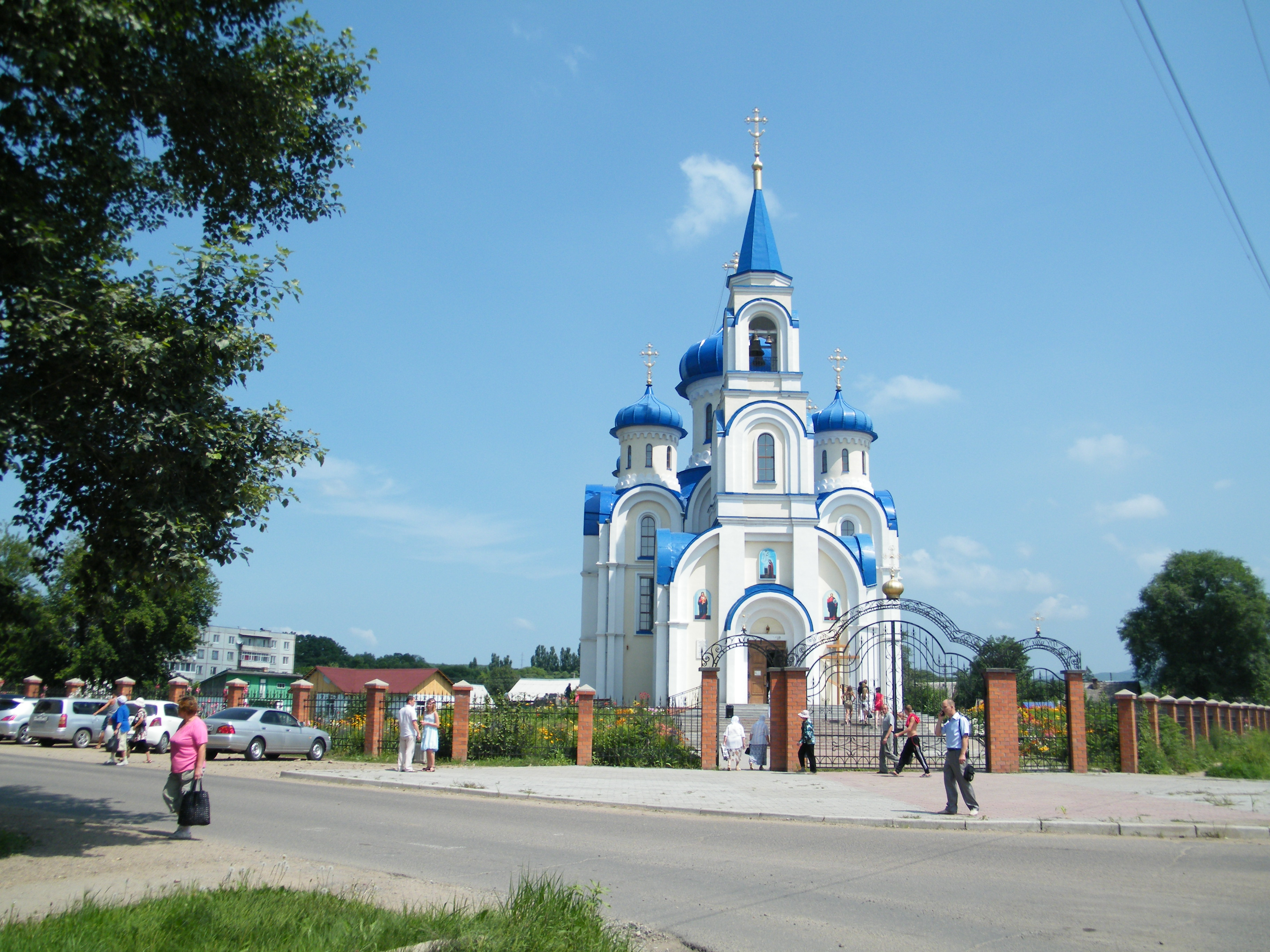
La cattedrale dell'Annunciazione a Arsen'ev.

L'eparchia di Arsen'ev (in russo Арсеньевская епархия?) è una diocesi della Chiesa ortodossa russa, appartenente alla metropolia del Litorale.

## Territorio
L'eparchia comprende le città di Arsen'ev e Dal'negorsk, e i rajon Anučinskij, Kavalerovskij, Ol'ginskij, Ternejskij, Čuguevskij e Jakovlevskij nel territorio del Litorale nel circondario federale dell'Estremo Oriente.
Sede eparchiale è la città di Arsen'ev, dove si trova la cattedrale dell'Annunciazione.
L'eparca ha il titolo ufficiale di «eparca di Arsen'ev e Dal'negorsk».

## Storia
L'eparchia è stata eretta dal Santo Sinodo della Chiesa ortodossa russa il 27 luglio 2011, ricavandone il territorio dall'eparchia di Vladivostok
Il 6 ottobre 2011 è entrata a far parte della metropolia del Litorale.